# 回転ブランコ

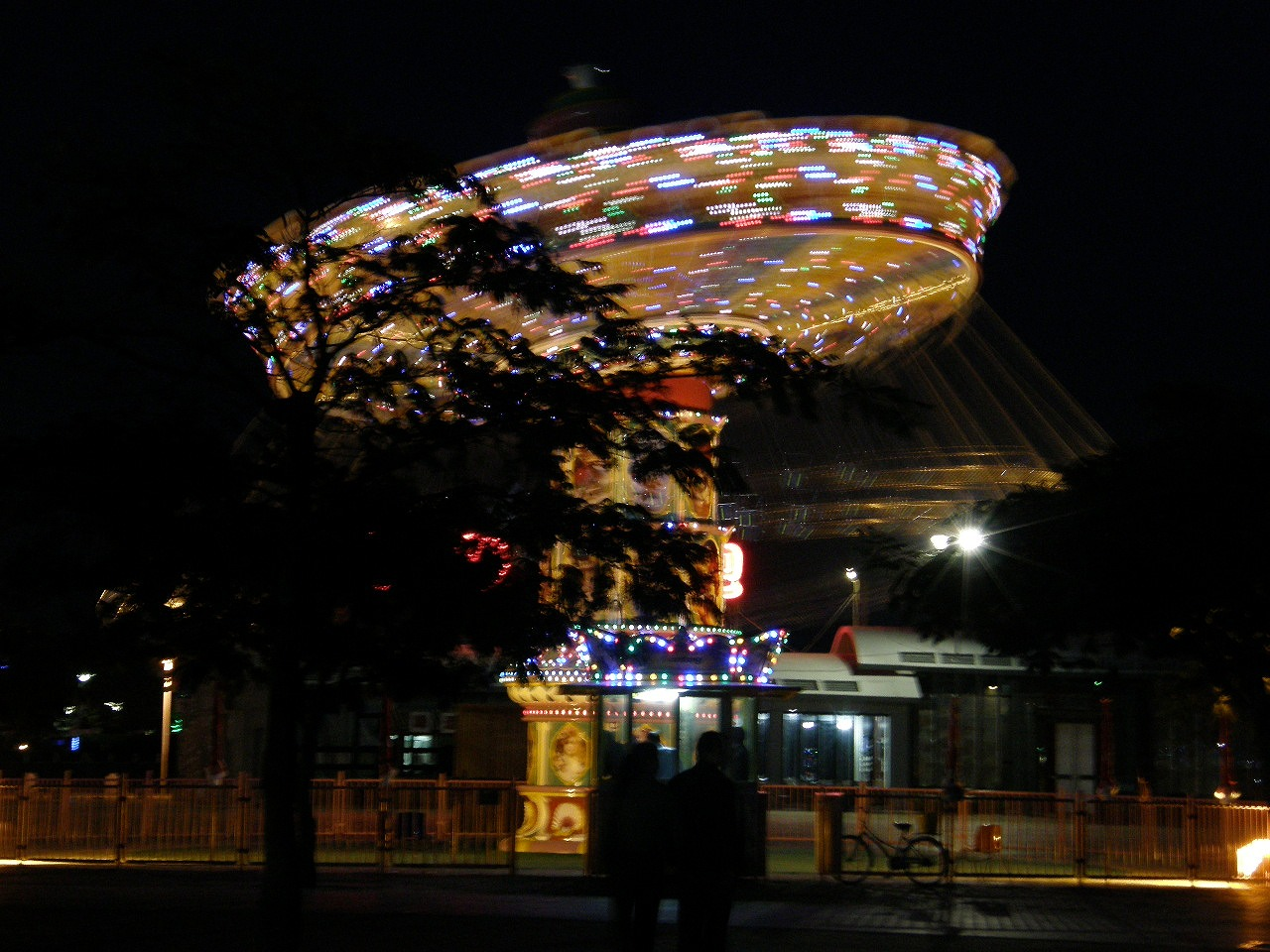
中国 星海広場の回転ブランコ

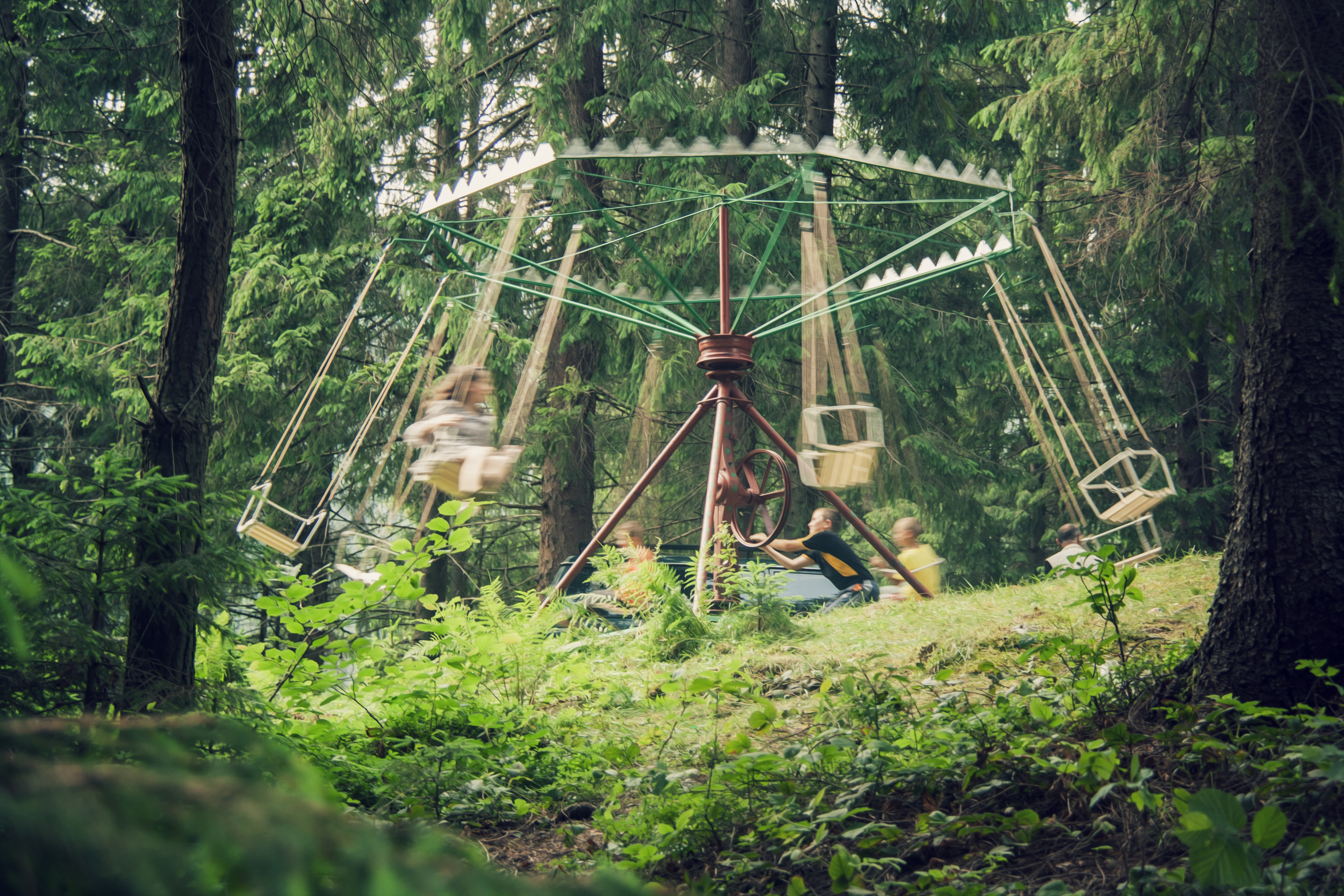
ウクライナ 手動式の回転ブランコ

回転ブランコ（かいてんぶらんこ）は遊園地の遊具の一つ。ウェーブスインガー、ウェーブスウィンガー、チェーンタワー、とも言う。

## 概要
回転する軸を中心に円形に複数のブランコが吊り下げられ、軸の回転とともにブランコが回り始めると同時に遠心力の原理でブランコは次第に傾斜し、上昇する。重力は遠心方向に働くため、乗客には自分自身が傾いているにも拘らず、あたかも大地や見える風景が傾いているような錯覚を覚える。遊園地の遊具の中でも古典的なものに属する。
ウェーブスインガー及びウェーブスウィンガーと呼ばれるものは、回転軸が傾くために回転と同時に上下運動も味わう事ができる。

## 事故
過去よりメンテナンス不良や乗客のパニックによる転落事故などが多数報告されている。

## 日本

### ウェーブスインガー/ウェーブスウィンガー
- ウェーブスインガー - ルスツリゾート
- ウェーブスインガーNEO - 那須ハイランドパーク
- ゴッド・スインガー ～オーウェ～ - 東武動物公園
- 回転空中ブランコ - 西武園ゆうえんち
- ウェーブスインガー - としまえん（閉園）
- ミルキーウェイ - よみうりランド
- ウェーブスウィンガー - 東京サマーランド
- オーシャン・スインガー - よこはまコスモワールド
- ウェーブスウィンガー - 富士急ハイランド
- ウルトラマンスタースウィンガー - ぐりんぱ
- 空中ブランコ「まわっタワ～」 - 浜名湖パルパル
- ウェーブスウィンガー - ナガシマスパーランド
- ウェーブスインガー - ひらかたパーク
- ウェーブスウィンガー - おもちゃ王国
- ウェーブスインガー - みろくの里
- ウェーブスウィンガー - 城島高原パーク
- ウェーブスインガー - グリーンランド

### チェーンタワー
- パディントン ベアの空飛ぶブランコ - さがみ湖MORI MORI

### スターフライヤー
- 鉄骨番長 - 富士急ハイランドにある、日本初登場の大型回転ブランコ。
- スターフライヤー - ナガシマスパーランドに2012年3月17日に開業した大型回転ブランコ。
- スターフライヤー・ゴクウ - グリーンランドに2012年7月28日に開業した大型回転ブランコ。
- バードフライヤー - ニューレオマワールドに2013年4月27日に開業した大型回転ブランコ。

## 海外
- ボリウッド・スカイフライヤー - アラブ首長国連邦・ドバイに2021年に登場した、高さ460フィートの世界最大[要出典]の回転ブランコ。
- オーランド・スターフライヤー - アメリカ・フロリダ州の遊園地「アイコン・パーク」に2019年に登場した、高さ450フィートの回転ブランコ。
- Praterturm - オーストリア・プラーター公園にある。高さ117メートル。
- シリー・シンフォニー・スウィング - アメリカ・カリフォルニア州・ディズニー・カリフォルニア・アドベンチャーにある、ミッキーの大演奏会をテーマにした回転ブランコ。